# Arvid Knöppel
Johan Arvid Konstantin Knöppel (Stoccolma, 7 marzo 1867 – Bad Nauheim, 7 marzo 1925) è stato un tiratore a segno svedese.

## Palmarès

### Olimpiadi
- 1 medaglia:
  - 1 oro (Londra 1908 nel bersaglio mobile a squadre)